# 百永さりな
百永 さりな（ももなが さりな、1996年12月12日 - ）は、日本のAV女優。NAXプロモーション所属。デビュー時の芸名は黒川 サリナ。2018年9月12日に黒川 さりな（くろかわ さりな、1995年12月9日 - ）に改名。2021年4月12日に自身のTwitterにてプライムエージェンシー退所、NAXプロモーションへ移籍し、芸名を百永 さりな（ももなが さりな）へ改めた事を発表。ファンネームはさりーず。

## 略歴
2017年9月、プレステージ専属女優としてAVデビュー。
2018年8月をもって専属契約が終了し、企画単体女優となる。
2018年9月12日の公式ツイッター（旧アカウント）で、「黒川サリナ」から「黒川さりな」に改名したことを報告。
2020年11月、ゲオTVアダルトニュースメディアMANGOで実施された「本当は誰にも教えたくない、私だけのお気に入りAV女優アンケート」において、「あなたの新しいオナペット候補5人」のうちの1名に選ばれた。
2021年4月12日、自身のTwitterにてプライムエージェンシー退所を発表し、NAXプロモーションへ移籍し芸名を「百永さりな」へ改めた事を発表。芸名は検索に引っ掛かりやすいことを念頭に、他と被らない苗字として選んだ。
2021年11月30日、レインボーチャンネルの推薦を受け、スカパー!アダルト放送大賞・Valuable Actress of Rainbow channelに選出。受賞関連番組では「（過去にファンから）君はノミネートされないし、ランキングにも乗らない、応援し甲斐がないと言われた。その人たちを良い意味で見返したい気持ちもある」と女優生活初となる賞レース参加にコメントを寄せた。
2020年2月に開設したYouTubeチャンネル「Sarina TV」（사리나TV）では当初よりハングル字幕を付けるなど、韓国向けにも制作されており、2022年の朝鮮日報では韓国での知名度の高さが報道された。なお百永自身も週一程度で韓国語を習っているが、2023年時点ではハングルが読める程度で話せない。
2023年には『ロンドンハーツ』、『相席食堂プライムビデオSP』とバラエティー番組に出演するなど活動範囲を広げている。同年9月26日にはトークイベント『スナックNAXみなみママ生誕＆百永さりな6周年』を新宿で開催。
6月24日週FANZA通販フロアランキングで『性欲バグった痴女OLが男をダメにする パンストと生脚と最高の美脚 百永さりな』（h.m.p）が初登場2位にランクイン。
2024年7月1日週FANZA動画フロアランキングにて、出演作を含むベスト盤『【福袋】山と空の野外露出！超人気あの話題作も！！20タイトル53時間オール収録！』（山と空）が3位に浮上した。
2024年9月14日には、『TREND GIRLS 撮影会 2024』内のTREND GIRLSファッションショーに参加し、ランウェイを歩いた。
2025年2月17日週FANZA動画フロアランキングにて出演した『【VR】モテないボクに訪れたミラクル！！禁断の儀式をしたらまさかの巨乳サキュバス5姉妹召喚！！1vs5のヤリまくり無限∞射精ハーレム新婚生活』（KMPVR-彩-）が初登場9位。
2025年5月よりダスッ!とロイヤルのW専属契約となる。

## 人物
東京都出身（『相席食堂プライムビデオSP』では埼玉県越谷市出身と発言）。
趣味はホットヨガ、特技は水泳、筋トレ、ゴルフ。運動神経なさそうと言われることが多いが、問われた際には「普通にいい」と答えている。さっぱりした性格から『凄テクを我慢できれば生★中出しSEX!』シリーズでは「トラック野郎」と呼ばれている。
中学1年の時に同じ中学の2歳年上の先輩と付き合ってすぐに学校の屋上で初体験。高校時代は渋谷のギャルサークルに在籍。本人曰く「鬼後輩」だったという。
AV女優となったきっかけは知人の紹介。元々AVに対して偏見を持っていたが、話を聞くうちに考えが変わり、今しかないと思い決断した。時期は不明ながら、親バレした際には親から熱を冷ますため留学を言い渡され、約1か月半オーストラリア・シドニーに留学した。それでもAVを続けたかったため、業界に復帰した。
ツイッターで改名を報告した際、プロフィールでは24歳になっているが実際は22歳であることを告白。以降、所属事務所が公開しているプロフィールは、生年月日が1996年12月12日になった。
作品内では奔放なキャラクターやプレイを求められることが多いが、外から内へじわじわ向かう前戯好き。行為も出し入れよりもトントン押すような動きが好みであると述べている。前述のスカパーアダルト放送大賞ノミネート後は知名度が上がったこともあり、スレンダーなギャル役での出演が増えた。
得意技はトルネード手コキ、浜崎真緒から学んだ音を立てるバキュームフェラ、20分連続でできる杭打ち騎乗位。頭脳明晰で共演者、関係者、ファンには優しく、気遣いを欠かさない。仕事には真面目で向上心が強く、動画作品、スチル作品の仕上がりにも拘りが強い。

## 出演作品

### アダルトDVD

#### 「黒川サリナ」名義
- 新人 プレステージ専属デビュー（9月15日、プレステージ）
- 1VS1 【※演技一切無し】本能剥き出しタイマン4本番 ACT.10（10月20日、プレステージ）
- 黒川サリナの極上筆おろし 17（11月17日、プレステージ）
- 新・絶対的美少女、お貸しします。 ACT.78（12月15日、プレステージ）

- 風俗タワー 性感フルコース 3時間SPECIAL ACT.20（1月19日、プレステージ）
- 天然成分由来 黒川サリナ 汁 120% 48（2月16日、プレステージ）
- 彼女のお姉さんは、誘惑ヤリたがり娘。 16（3月16日、プレステージ）
- 人生初・トランス状態 激イキ絶頂セックス 44（4月20日、プレステージ）
- 絶対的鉄板シチュエーション 9（5月18日、プレステージ）
- スポコス汗だくSEX4本番! act.16 体育会系・黒川サリナ（6月8日、プレステージ）
- 黒川サリナ なまなかだし 24（7月20日、プレステージ）
- 【NTR注意】 「気が狂いそうな」寝取られフル勃起 4シチュエーション NTR.03（8月10日、プレステージ）
- 彼女のお姉さんは巨乳と中出しOKで僕を誘惑（10月19日、OPPAI）
- ナンパJAPAN検証企画! 「そこの巨乳奥さん、童貞くんと密着混浴してくれませんか?」 街で見かけた人妻と童貞くんが二人きりで混浴体験! Gカップ以上の巨乳人妻編! 但し用意された水着は極小マイクロビキニのみ!場所はラブホテルのジャグジー! 優しそうな巨乳人妻は童貞くんの初めての相手になってあげるのか!?（10月25日、ナンパJAPAN）
- 欲求不満な団地妻と孕ませオヤジの汗だく濃厚中出し不倫（11月13日、溜池ゴロー）
- 絶対にナマで連射させてくれる連続中出しソープ（11月25日、本中）

#### 「黒川さりな」名義
- 密室完全監禁（12月7日、アタッカーズ）

- スレンダー巨乳の彼女が俺の親父に寝取られ種付けプレスされていた。（2月1日、ダスッ!）※AV OPEN 2018 マニア・フェチ部門エントリー作品
- カラダを売りにするS級素人 Yさん(21歳) Hカップ（2月8日、S級素人）※「Y」名義
- 大手イベントガール事務所で人気No.1の可愛すぎる純白巨乳コンパニオンゆうなさん(20歳)を口説き落として生ハメしまくったマル秘中出し映像!!（2月13日、E-BODY）※「ゆうな」名義
- 魅惑のおっぱい奴隷 11（3月29日、MAD）
- 美しい巨尻妻の猥褻なパンストの香りと性交（4月1日、Fitch）※「要ゆうな」名義
- 文京区にある女教師が通う整体セラピー治療院 22（4月1日、変態紳士倶楽部）
- 某有名企業の女子社員ばかりを狙う痙攣絶頂して何度もイキ果てる OL女子寮オナニー盗撮（4月1日、変態紳士倶楽部）
- ボクの会社のおしゃぶり大好き変態OLはイってもイっても止めないジュポジュポ追撃フェラで何度も射精させてくれる（4月1日、変態紳士倶楽部）
- 成熟した姉の裸に触れた童貞弟はイケない事と知りつつもチ○ポを勃起させて「禁断の近親相姦」してしまうのか!? 9（4月11日、SODクリエイト）※「ゆうな」名義
- 巨乳温泉レポーターに勃起チ○ポ見せつけたら発情してド痴女化（4月11日、ROCKET）
- 生真面目な妹もオナニーするのか… えっ!そんなにイキ狂う!? 制服姿で無我夢中でイキ続ける妹マ○コに問答無用の即ハメ即中出し!（4月19日、DOC）
- 高飛車ぷりけつOLに肉体派のガチムチ汗臭宅配業者が勤務先で白目剥くまで無限イカセでエビ反り絶頂びくんびくんっ!（4月25日、AVS Collector's）
- 向かいの部屋の巨乳美女の生着替えを覗いていると… 2（5月3日、DOC）
- マジックミラー号 雪山で見つけた友達同士の男女に「遭難対策してみませんか?」 密着ディープキスしながらの乳モミ、手コキ、指入れ保温… もしもの時のサバイバル術で火がついた2人は友情よりも性欲が勝りSEXをしてしまうのか!?（5月9日、SODクリエイト）
- エロ妄想が趣味なんです…真面目で華奢な眼鏡が似合う文系女子は脱いだら凄いパイパン巨乳女子。（5月10日、クリスタル映像）
- 街角シロウトナンパ! vol.49 女子大生をガチ口説き。 5（5月10日、プレステージ）※「なな」名義
- SEXの逸材。 VOL.41 (秘)性癖を曝け出す美少女を激撮 見た目からは想像のできないスケベな欲望がカメラの前で弾け飛ぶ!（5月17日、プレステージ）
- 下乳誘惑 友達の姉を性的な目で見ていたら視線に気付かれてしまい謝ろうとしたら逆に微笑みながら下乳色仕掛けで誘惑されて…（5月17日、DOC）
- フライト帰りの美脚CAが童貞君とノーパン黒パンスト素股!? 勃起チ○ポがパンスト越しにマ○コを刺激し赤面発情!そのまま優しく筆下ろしSEX!! 2（5月24日、DOC）
- 「あなたの奥さんナンパしても良いですか?」 〜愛する妻が寝取りのプロに狙われる72時間〜（6月6日、SODクリエイト）
- マジックミラー号ハードボイルド 保育士さんをナンパ 「幼児用玩具のモニタリングです!」とプチ三角木馬に跨らせる! 神振動マッサージ機で妊娠ホルモンが活性化! 最後には中出しまでしちゃうなんて!（6月20日、サディスティックヴィレッジ）
- 天使の囁きで極上ご奉仕 極上泡姫 中出しソープランド（6月25日、AVS Collector's）
- 催眠電波 軽蔑している部下にマインドコントロールされ中出しにどこでも応じる高飛車で美人の女上司（6月25日、ダスッ!）
- 『初めてだから…生でもいいよ!』やさしい巨乳女教師が童貞君の生チ○ポを素敵に筆おろし!? 現役教師の膣圧と生の快感に耐え切れず!そのまま生中出し童貞卒業SEX!（6月28日、DOC）
- はだかの家政婦 全裸家政婦紹介所（7月1日、プラネットプラス）
- キャンギャル狂想脚  (8月13日、ミル)
- 父と娘の近親セックス 酒癖が悪く、親離れも出来ない私はいつもお父さんに迷惑を掛けています。そんなだからあの日も…。 (9月1日、プラネットプラス)
- 色気お天気お姉さんと悪ガキ子役たち (9月5日、グローリークエスト)
- 隣人の情婦になってしまった妻17 (9月7日、JET映像)
- 母に気を遣い義父の異常な愛欲に躰を玩具にされても堪え忍ぶ娘 (9月12日、ヒビノ)
- 極上ボディで何度も射精させちゃう超淫乱高級デリヘル嬢 3 (9月13日、BAZOOKA)
- 「あっ! ナマで入っちゃった!」オイル素股でマ○コにチ○ポを擦りつけてたら気持ち良すぎてヌルッと生挿入!!中出しSEXまでヤッちゃったデリヘル嬢たち 9 (10月17日、グローリークエスト)
- 華奢だけど乳房も尻もソソル新妻 義父に弱みを握られ突き刺される (11月21日、ヒビノ)

- 大学に社会人入学したアラサーの妻 一切遊ばずに真面目に勉強すると言ってたのにヤリサーに簡単に騙され中出し乱交パーティ（1月19日、ミセスの素顔）
- そんなに私に興味があるなら…、1週間私の奴隷になりなさい。（2月7日、h.m.p）
- トビジオっ! めざましNEWS 本番中、ずっと潮吹きっぱなし・失禁しても平然と原稿を読み上げる、新人女子アナ（4月23日、SODクリエイト）
- 抜け出せない中出し不倫 嫁より年下で可愛い人妻の愛人 りな（5月8日、コスモス映像）
- 混浴温泉で乳首をしつこく刺激する乳吸い責めに欲情した女は湯しぶきが立つハードピストンの快感で中出しを拒めない 3（5月8日、ナチュラルハイ）※オムニバス作品
- Hcup 美巨乳彼女 りな N大の先輩ww（5月14日、あっぷるぱい）
- 「オトナAV計画」 女盛りの美女を発掘奇跡のAV初撮り 06（5月15日、プレステージ）※オムニバス作品
- 幻覚! 妄想? 突然、女上司に猫耳が生えて…2二次元好きの僕はドストライクすぎて痛いほど超勃起しちゃった!（6月12日、Z-MEN）
- イってもイってもイキ足りない! スタイル抜群ヤリマンどスケベ巨乳お姉さんにパイパン粘着クンニ&執拗なおっぱい弄り 黒川さりな（6月26日、ま〇こ銀行）
- 地下アイドル×個撮 vol.2（6月26日、黒船）※オムニバス作品
- 河奈亜依の完全主観オナニーサポート アナルの下までオマ○コ汁が垂れちゃうの（7月19日、アロマ企画）※黒川は一部コーナーにゲスト出演。
- 女の子のパンティやフトモモにぶっかけ射精。その姿に興奮してもうひと射精（7月19日、アロマ企画）
- もちもちの豊満乳房に顔埋めながらベロンベロンに乳首舐められ続ける。（8月7日、アロマ企画）※オムニバス作品
- 動画配信女痴漢 撮影の名のもとに正義を振りかざす生意気娘をヤッちまえ!（8月27日、ナチュラルハイ）※オムニバス作品
- 満員バスで背後から制服越しにねっとり乳揉み痴漢され腰をクネらせ感じまくる巨乳女子○生 11（9月24日、ナチュラルハイ）※オムニバス作品
- 最終電車で痴女とまさかの2人きり! 向かいの座席でパンチラしてくるホロ酔い美脚女の誘惑で勃起したらヤられた（10月8日、DANDY）※オムニバス作品
- 常に乳首いじりメンズエステ（11月12日、アイエナジー）
- 素人ナンパ うぶな女子大生が生まれて初めての女性向け風俗体験（11月12日、アイエナジー）
- 敏感薬エステ襲激 異常に感じやすくなったマ○コを無数の手で責められ拒みながらも絶頂が止まらない女（11月26日、アイエナジー）※オムニバス作品
- 大人のボインに成長した親戚のお姉ちゃんたちと一緒にお風呂に入ったらイタズラされちゃった。二人っきりになった時、勃起がおさまらない元気チ〇ポで猛烈ピストン三倍返しだ! 黒川サリナ 望月あやか 桐谷なお（12月10日、SWITCH）

- 絶対に抱かれたくない中年オヤジのチ〇ポをパパ活美尻ギャル2人が奪い合い 札束を見せた途端に何度も何度も何度も精子が出なくなるまでヤられた（1月8日、DANDY）※オムニバス作品
- 学校で一番可愛かったヤンキー娘と久々の再会! 童貞をバカにしてきたくせに、1度チ○ポを挿れた瞬間からカラダをビクつかせてイキまくるヤリマンにどっぷり中出し! 5（1月15日、SCOOP）※オムニバス作品
- 小悪魔お姉さんにボインやデカ尻でムギュ～されて性に目覚めてしまったマセガキの逆襲! 元気すぎるガキチ〇ポの鬼ピストンはもう止まんないぞぉ～（1月21日、SWITCH）
- パンストの中にリモバイを挿れられ同僚の前で我慢できず美脚を濡らして失禁するOL（2月11日、ナチュラルハイ）※オムニバス作品
- M男専用 デトックスオイルで全身快楽に包まれる派遣淫語リフレクソロジー（2月12日、BAZOOKA）※オムニバス作品
- 脳がとろけるほどの快感 逆手オイルの亀頭性感マッサージ feat.フェイシャルベロリナーゼ 2（2月13日、アロマ企画）※オムニバス作品
- カシュクールニットワンピ挑発（2月13日、アロマ企画）※オムニバス作品
- えっちな巨乳お姉さんの淫語かたりかけぐちゅぐちゅ乳首イジリっ放しオナニー 5（2月25日、アイエナジー）※オムニバス作品
- ささやき淫語で男性を確実に昇天させる絶品中出しチャイナエステ 3（3月12日、BAZOOKA）※オムニバス作品
- 逆NTR 逆レ○プ 彼女のバイト先の淫乱スリム巨乳3人組から【乳首・アナル・亀頭】ギャルハーレム3点責めで犯された僕 AIKA 七海ひな 黒川サリナ（4月13日、E-BODY）
- 可愛い顔してデカ尻 黒川さりな（4月19日、MARRION）
- 気の強そうな出張マッサージのお姉さんチップ弾んで本番交渉したら意外とヤレた さりな（4月25日、ナンパJAPAN）
- 都合のいいタダマン オヤジ大好き欲求不満ビッチと朝までナマでパコパコ 5 サリナ（5月19日、kira☆kira）
- クリトリスの形までハッキリわかる ノーモザイク連続絶頂パンツ越しオナニー 3（5月20日、アイエナジー）※オムニバス作品
- じぃさんの舐め廻し乳揉み痴漢で感じてしまった巨乳女 2（5月20日、アイエナジー）※オムニバス作品
- 負けヒロインはくじけない 黒川さりな（6月19日、山と空）
- 彼女が2泊3日の旅行で居ない間に既婚者の元カノと3日間ハメまくったイケナイ純愛記録 黒川さりな（6月25日、人妻花園劇場）

#### 「百永さりな」名義
- 内緒でエグいサービスしてくれたメンズエステ嬢を温泉旅行に誘って生ハメしたら何度も求めるヤリマンだった（7月8日、DANDY）
- ヤレそうでヤレないお触りNGの美人メンズエステ嬢を媚薬漬けにしてノケ反りイキするほどハメまくった（7月8日、ナチュラルハイ）※オムニバス作品
- 素人娘がM男君の自宅を訪問! 責め経験ほぼゼロのうぶな女子たちが、底知れぬM心に触発されドS痴女性が開花! 「もう出ちゃうんですか…!」 乳首舐め手コキや顔騎フェラで散々焦らした後は、杭打ち騎乗位で自ら腰をぶってイキまくる! M男君の10倍昇天してもまだ足りず、精子が空っぽになるまで強制連続搾取!（7月9日、赤面女子）※オムニバス作品
- 「部長、今日は朝までつき合ってあげますね」 残業逆NTR 妻に秘密の関係。 残業中にからかってくる新入社員の杭打ち種付け騎乗位で痴女られた僕。（7月25日、kawaii*）
- パパ活失敗 オヤジはウチら（鬼痴女パリピギャル）が暴走パコ舐め挟みうちで痴女りまくってやるからな!（8月13日、MOODYZ）
- デビュー 歌舞伎キャバ嬢! 新人なのに売上はエース級 泥酔ベロベロ状態で朝から下半身疼きまくり! ハメまくり（8月19日、FOCUS）
- 妻では味わえない絶品フェラで呼び出せばごっくんしてくれる都合の良い最高の精飲愛人（9月7日、LUNATICS）
- 憧れの巨乳ウエイトレスとヤリたい放題! 神乳3人と何度も何度も射精＆中出ししまくった僕（9月14日、unfinished/おっぱいん）
- おっぱいを触らせてくれる友達のおねえちゃん おぼえたてSEXにドハマりしてこっそり何度もハメまくった 百永さりな（9月24日、ダスッ！）
- セフレ彼女関係が丁度良い 8.5頭身エグカワG乳ギャル（10月1日、h.m.p）
- 都合の良い巨乳アパレル店長を待ち伏せして…連れ回し調教SEX（10月5日、Fitch）
- 彼女のお姉さんは超ビッチでヤリマン! 彼女が不在の間を狙って僕を逆レイプ強制中出し!（10月5日、BeFree）
- オイルで身体をテッカテカにして男をイカせまくる最狂痴女ハーレム監禁射精プリズン（10月12日、Million）
- 小悪魔挑発ギャルW（11月2日、MARRION）
- 潜入!! 噂のリンパマッサージ店 9 「裏オプション、いかがなさいますか?」（11月5日、LEO）※オムニバス作品
- 乳首責めが大好きなTバックメイドに返り討ち追撃ピストン!! ボクの事を好き過ぎるご奉仕メイドとのなんともうらやましい日常。（11月9日、e-kiss）
- 百永さりな、ただいま発情中!! メス盛り イカせるのが大好き♡（12月3日、h.mp）
- いきなり逆ナンハーレムキャンプ ひとりで寂しくソロキャンプするぐらいならウチらとパコろうよ!!（12月21日、kira☆kira）
- 美巨乳小悪魔彼女に何時でも何処でも僕はアナルを犯され続けたい。（12月28日、MEGAMI）

- 近親素股プレイでハプニング!! 妹とセックスの練習中に間違ってヌルンと挿入!! 6（1月7日、LEO）※オムニバス作品
- アプリで見つけためちゃくちゃ気持ち良さそうにSEXする爆抜きヤリマン 百永さりな（1月11日、Million）
- 色白デカ尻の家事代行おばさんに即ハメ! デカチンの虜になった人妻が翌日勝手に押しかけてきたので満足するまで何度も中出ししてあげた 10 百永さりな（1月18日、DEEP'S）
- SNSで露出募集してきた意識高い系イ●スタ女子は美くびれボインジムインストラクター「究極にエロいことしてみたい」と、野外羞恥で全身の性感帯が感度爆アガり!! 止められないエンドレス絶頂95回! 百永さりな（1月18日、山と空）
- ゴム手袋Mフェティッシュ 痴女清掃員に手袋で変態ザーメン搾り取られるOffice（1月18日、MEGAMI）※オムニバス作品
- 催淫ハーブ屋の美人店員は性欲剥きだしチ○ポ中毒! 焚いて吸って気づいたら金玉スッカラカンになるまで無限マラ喰い 百永さりな（2月3日、MILK）
- 発射無制限! 抜き差しバッチリ! 過激パイパン裏デリバリー お店には秘密のナマ本番連続中出し（2月8日、BAZOOKA）※オムニバス作品
- 保健室アスリートオイルデトックス2コーチ!! 試合までに私を仕上げてください!!（2月10日、LEO）※オムニバス作品
- M男界隈で噂のアナル責め好き痴女のいるヤミツキ極楽ピンサロ 百永さりな（2月15日、M男パラダイス）
- A moment of bliss ～大好きな2人との最高のレズ～ 百永さりな 大槻ひびき 波多野結衣（2月15日、ピーターズMAX）
- キュートな彼女 卑猥なカノジョ 令和最強ギャルと1日デート 百永さりな（3月4日、h.m.p）
- 最低10発はヌクッ!! 巨乳を震わせながらイキまくる何発でも中出しOKの巨乳媚薬サロン 百永さりな（3月8日、unfinished）
- ラッキーな胸チラを発見し、気づかれないように見てたけど、やっぱりバレてた?! 19 ～ヨガインストラクター編～（3月10日、LEO）※オムニバス作品
- おっぱい丸出し痴女ハーレム! 小悪魔W逆バニー性感エステ チ○ポがバカになるまで2度ヌキ中出し! 朝倉ここな 百永さりな（3月15日、OPPAI）
- この女確信犯!! 常連客が即入れ懇願!! 豹変オイルマッサージ 2（4月7日、LEO）※オムニバス作品
- 至上最興まで磨き上げた最高のカラダ。汗だくで貪欲に快感を求める 本気の潮吹き激イキ×イカセ絶頂セックス 百永さりな（4月19日、TEPPAN）
- 酒で暴くAV女優の本性! 2 百永さりな（4月26日、セレブの友）
- 何度もオナニーの邪魔をされてキレた姉に叱られ叩かれ勃起バレして9発ザーメン搾り取られた 百永さりな（5月10日、アリスJAPAN）
- コンビニ本部の女 11 百永さりな（5月10日、JET映像）
- 童貞限定! 百永さりなが絶倫ペニスを堪能しキンタマの中身を吸い尽くす!（5月10日、ROYAL）
- いじわるご奉仕 癒しの巨尻ソープ嬢 百永さりな（5月17日、MARRION）
- 弟離れできないヤリマンな姉たちにおっぱい挟み撃ちされてかれこれ10年…。 過激すぎる【ASMR・主観・JOI】で前後左右から脳まで犯されオナサポされています 乙アリス 百永さりな（5月17日、OPPAI）
- 汗だく性欲まみれ痴女! 脱獄犯に強制中出しで犯されちゃったボク…10 百永さりな（5月24日、痴女ヘブン）
- 僕のことが好きすぎて隣室にまで引っ越してきたメンヘラ巨乳愛人に嫉妬乳首責めで骨抜きにされ妻に隠れて何度も射精させられた話 百永さりな（6月7日、LUNATICS）
- 鬼フェラごっくん鬼ピス騎乗位中出しでずっと留年してるギャル生徒二人に痴女られた担任のボク 百永さりな 浜崎真緒（6月7日、MOODYZ）
- 拘束してチ○ポがバグるまで追撃射精! 男潮吹くまでイジリ倒すW痴女ギャルM性感ヘルス! 百永さりな AIKA（6月7日、ワンズファクトリー）
- 友達の彼女 (ドS) におもちゃのようにち●こ弄ばれ手コキでお仕置きされた僕。（6月9日、LEO）※オムニバス作品
- 痴女3姉妹にイカされ続ける 膣絞りM性感HOUSE Second 紺野ひかる 百永さりな 浜崎真緒（6津14日、Million）
- 同じマンションに住む押しに弱いデカ尻人妻お姉さん 無自覚に誘惑してくるえちえちボディに我慢できず連日中出し 百永さりな（6月21日、ミセスの素顔/エマニエル）
- 田舎に出戻りした若ギャルママは引きこもり童貞の義弟と何度も中出しし続けた。桃色かぞくVOL.23 百永さりな（6月23日、SODクリエイト）
- 全身オイルまみれSEXのヌルヌル快楽でメス堕ち 7 百永さりな（6月28日、セレブの友）
- 追撃の達人 一回の射精で終わると思ったら大間違いなんだから…百永さりな（6月28日、NITRO）
- ＃強ギャルしか勝たん メチャしつこい手コキフェラと腰使いエグめのガンガン杭打ち騎乗位 欲求不満ギャルの暇つぶし中出しSPECIAL（6月29日、ボニータ）
- 痴女ギャルナイトプール 淫乱ビッチに囲まれ挟まれ超ハーレムタイム☆何度も射精させられた僕 AIKA 浜崎真緒 百永さりな 逢見リカ（7月26日、痴女ヘブン）
- 色気ムンムン女上司に仕組まれた相部屋マラ喰い逆NTR 朝までムチ乳デカ尻中出しプレスで12発ヌカれたボク… 浜崎真緒 百永さりな（8月2日、ワンズファクトリー）
- 入院生活が長すぎて無防備な新人ナースのぱつぱつスケパン尻で毎日勃起してしまう僕（8月4日、LEO）※オムニバス作品
- 一度射精してもおっぱい密着挟み撃ちで追撃丁寧にヌイてくれる W巨乳回春エステ 蜜美杏 百永さりな（8月16日、OPPAI）
- イジメっ子ギャルたちの溜まり場になったボクの部屋！ 下品にアナルを押し付けられる朝まで杭打ちオールナイト乱交 乙アリス 百永さりな AIKA 逢見リカ（8月16日、ムーディーズ）
- たった7時間2人っきりにしてみたら…結果、10発セックスしてました。 百永さりな（9月2日、ドリームチケット）
- 超高級ギャルソープへようこそ 百永さりな（9月2日、h.m.p）
- 百永さりなの凄テクを我慢できれば生★中出しSEX！（9月6日、ワンズファクトリー）
- 勘違い新人AV監督がAV女優をキレさせた！ 百永さりな（9月13日、セレブの友）
- メンズエステ嬢の裏サービス（10月4日、S-Cute）
- 最高級五ッ星ホテルの裏オプレズビアン。 フロント痴女に狂おしいほどイカされ続けてレズ沼堕ちした欲求不満ノンケVIPモデル。 百永さりな 樋口みつは（10月11日、ビビアン）
- 彼女貸出イベント 底なし性欲の彼女さりなちゃんを満足させてくれる男性募集します。#複数（10月20日、SODクリエイト）
- ノーパンナースが天使の微笑みでヌキまくる！！人気でベッドが空かない連続射精HOSPITAL（10月25日、ケイ・エム・プロデュース）
- おじさんの顔を唾液まみれで舐めまわして興奮する女3 百永さりな（11月9日、セレブの友）
- 親は知らない…姉と弟のごっくん性交 お酒に酔うと精飲狂になり僕のこってりザーメンをゴクゴク飲み干す巨乳姉 百永さりな（11月16日、ディープス）
- ノーブラノーパンで挑発してくるスケベ奥さんが隣に引っ越してきた！ 百永さりな（12月7日、グローリークエスト）
- ノーが言えない。家政婦さんの無自覚な誘惑 ホスピタリティ抜群 射精後の精子も丁寧にお掃除 ゴム無デカケツ生ハメOK！ 百永さりな（12月23日、ROYAL）
- スペンス乳腺開発クリニック 百永さりな（12月20日、OPPAI）
- 絶頂チルイキ。媚薬で性欲4.2倍、オーガズム発生率6.7倍になった身体をゆっくり焦らして責めるスローキメセク 百永さりな（12月22日、SODクリエイト）

- オタサーのギャル 鉄オタ童貞とのセックスにハマってしまった「オタクに優しいギャル」百永さんが、サークル仲間3人の童貞を奪ってくれた!（1月12日、SODクリエイト）
- 理性とろとろ淫語と特製ホットオイルで男を確実にイカせるささやき淫語ギャル回春エステ（1月24日、ケイ・エム・プロデュース）他出演：紺野ひかる、玉木くるみ
- 性欲最強!スタイル優勝!チン狩りギャル百永さりなのグループ限定ランモク渋谷逆ナンパ（1月26日、SODクリエイト）
- 百永さりなを独り占め! 金髪ギャルな彼女とイチャラブ密着SEX（2月7日、S-Cute）
- ～溢れる性衝動に溺れるオンナ～セックス・ドンナ 百永さりな 激エロ・4SEX（2月14日、セレブの友）
- イチャLoveから中出し子作りまで結婚生活疑似体験 奥様代行デリバリー（2月14日、ケイ・エム・プロデュース）
- ひそひそ耳打ち淫語で誘惑してくるおっぱい密着挟み撃ちハーレム美容室（2月21日、OPPAI）共演：小花のん
- 完全勃起する主観チクビオナニー! ビンビンの勃起乳首で貴方に迫るオナ娘15人!! （2月28日、セレブの友）他出演：新村あかり、上坂めい、北乃ゆな、皇ゆず、夏海さや、広瀬結香、七咲みいろ、富井美帆、皆川るい、永田莉雨、市川京子、皆瀬あかり、川原かなえ、曖田たき
- 絶品舐めテクでジム男子を骨抜きにするおしゃぶりBitchトレーナー サリナ（3月14日、ケイ・エム・プロデュース）
- 家族代行サービス頼んだら陰キャに刺激的なレンタルお姉さんがエロい格好でやってきた! （3月14日、ROYAL）
- パニックローターで大量潮吹き! ガックガクフェラでイカせられなかったら大量中出しSEX（4月6日、Materiall）
- 女上司4人の湿ったパンストとアナルの匂いをかがされギン勃起してしまい、 ブラック企業の社畜としてセクハラ密着フォーメーションで中出し残業させられています。（4月18日、ムーディーズ）共演：弥生みづき、小花のん、 田中ねね
- 童貞とダマされ許してしまった裏オプでガン突きされ何度も中出しされたメンエス嬢（4月20日、ナチュラルハイ）他出演：小松杏、流川莉央
- 超無敵えんこうせい 百永さりな@ノースキンズ!（5月11日、ノースキンズ）
- 8.5頭身H乳女医「私、絶対イカせるんで♡」（5月26日、h.m.p）
- 疼くオマ○コをイキ狂わせて 夫の部下を弄ぶ社長の妻（6月8日、センタービレッジ）
- セクシーヒップアタック 悶絶尻嫐り（6月20日、ドグマ）
- Z世代ギャルJ系はMメンズにしか興味がない（6月20日、犬/妄想族）
- 学校中の男にパンチラ焦らしする生意気デカ尻女子○生を、ドン引きするほどの激ピストンで何度もイカセまくった。（6月22日、Materiall）
- 美女の腋マ○コキ（7月1日、OFFICE K’S）他出演：神無月れな、愛野ひなた、黒川すみれ、美音ゆめ、永瀬愛菜
- 精子一掃! ごっくんルンバGAL!  酔いどれビッチが中出しリベンジよれ目イキ! SARINA（7月4日、桃太郎映像出版）
- びゅーびゅー射精させてチ●ポをぶっ壊す痴女ギャル（7月11日、BALTAN）
- げーみんぐはーれむ 実写版（7月11日、Hunter）共演：さつき芽衣、吉根ゆりあ
- ケツ穴のシワまで丸見えにして、アナタだけに見せつけるオナニーで激イキする15人の女たち! vol.2（7月25日予定、セレブの友）他出演：波多野結衣、望月あやか、新村あかり、白花こう、山本蓮加、広瀬結香、皇ゆず、皆川るい、唯奈みつき、緒川はる、美波もも、竹内美涼、北乃ゆな、若宮はずき
- 夫が作った莫大な借金を返済するため自分の身を売り性に覚醒した美人妻（7月31日予定、マザー）
- 初老の小説家に飼われた女編集者（8月5日、プラネットプラス）
- ノーハンドフェラは奴隷の証! 9 手を使わずにフェラチオする11人の素人娘（10月24日、かぐや姫Pt/妄想族）

- 別店舗のデリヘル嬢を同時発注！左右に分かれて違う攻め方をしてくるから頭もチ●ポも大混乱（4月9日、BALTAN＜バルタン＞）[27]
- 百永さりな×ボンテージQUEEN（4月16日、マキシング）
- 百永さりな 濡れてテカってピッタリ密着 神競泳水着 可愛い女子の競泳水着姿をじっとりと堪能！着替え盗撮から始まり貧乳から巨乳にパイパン、ハミ毛、ジョリワキ等のフェチ接写やローションソーププレイや競泳水着ぶっかけ等を完全着衣で楽しむAV（5月23日、親父の個撮）

- 男の娘っておちんちん責められるとアヘ顔晒すからさらに痴女ってヘブンにさせてやるからな！ 小鳥遊花音 斎藤あみり 百永さりな（5月28日、ダスッ！）
- げーみんぐはーれむ 実写版 2（5月28日、Hunter）
- 尻振動がデニム越しでも伝わる究極デカ尻お姉さんの誘惑。 百永さりな（6月11日、Hsoda）
- ノーブラ巨乳ナースに乳首びんびんで誘惑され囁き淫語で痴女ってくる患者喰い21発精子ヌキ狂い看護 百永さりな（6月18日、OPPAI）
- 誰もが羨む巨乳ビッチ。ほろ酔い甘々逆3Pスイートルーム 百永さりな 浜崎真緒（7月23日、ロイヤル）
- 思春期の弟が可愛すぎる！！ 突然ウチにやってきたチ〇ポ大好きギャル義姉2人に何度も痴女られ、金玉空っぽになるまで童貞精子を根こそぎ舐め搾られたボク。 AIKA 百永さりな（7月23日、ダスッ！）
- 親が隠していた乳首用媚〇なるものを試してみたかった僕はクラスの同級生に家でゲームをしようとウチに呼びジュースに混ぜて出してみました。身体の異変を僕に訴えるも介抱するフリをしてムネを弄ったらヨダレを垂らして乳首イキ！白目を向くほどイカせまくってあげました！（7月25日、.WorKs/FALENO TUBE）
- 性欲バグった痴女OLが男をダメにする パンストと生脚と最高の美脚 百永さりな（7月26日、h.m.p）
- 下の階に引っ越してきた人妻が巨乳すぎる！押しの弱さに付け込んで大きくてやわらかいおっぱいを堪能しながら中出し 百永さりな（8月20日、ミセスの素顔/エマニエル）
- 男をオモチャにする反抗不能なハイレグW痴女（8月20日、ミル）
- 推しの接吻は見てられない！ 百永さりな（8月22日、レイディックス）
- 覗きの罰は痴女サド搾精10発！？隣の巨乳ギャルお姉さんの射精ペットになった僕。 百永さりな（8月27日、ロイヤル）
- 派遣マッサージ師にきわどい秘部を触られすぎて、快楽に耐え切れず寝取られました。 百永さりな（8月27日、ダスッ！）
- リカ 女を連れ去りオモチャにした（9月10日、素人ギャラリー）
- 下の階に引っ越してきた人妻が巨乳すぎる! 押しの弱さに付け込んで大きくてやわらかいおっぱいを堪能しながら中出し 百永さりな（8月20日、ミセスの素顔/エマニエル）
- セクハラママさんバレー! 10 ハイレグブルマ姿の人妻10人が挑む過酷なエロトレーニング（9月17日、かぐや姫Pt/妄想族）
- ナンパしたイケイケギャルが生意気すぎる絶倫痴女で搾取されてしまった 百永さりな（10月16日、マキシング）
- 純粋な優等生は不良ギャルとのエビ反りキメセクでレズ堕ちしました。 白石もも 百永さりな（10月22日、ダスッ！）
- Sexyエロティカレースクイーン 超卑猥なWRQに激ピス（10月22日、ミル）
- 休日にストロング●片手にテンションあがって家に押しかけてくる近所のお姉さん！（10月10日、LEO）
- 制服少女レズ痴● 疼く身体を卑猥な手つきで病みつきになるほど敏感開発されて…。 月本海咲 百永さりな（11月12日、ビビアン）
- 素人なのにディルドオナニーで激しく感じちゃう一般人娘 14（11月12日、かぐや姫Pt/妄想族）
- 射精バカ専門M性感 拘束チ〇ポを男潮吹くまで何度も悶絶ヌキ 12射精5チン潮！ 百永さりな（11月12日、ダスッ！）
- 「ほら、うちらにケツ穴犯●れて女の子みたいにイっちゃいなよw」美少女ドSビッチの2人が街で見つけたM男クンを逆ナン＆逆レ●プ（2）（11月22日、パラダイステレビ）
- 素人ナンパでセンズリ鑑賞 21 見るだけでいいんです! だからちょっと僕のチ●ポ見てもらえませんか?（12月17日、かぐや姫Pt/妄想族）

- オナサポ!! 女子○生 着衣で全裸で挑発的ダンス 11（1月21日、かぐや姫Pt/妄想族）
- パンスト美脚秘書に丁寧語を使われながら上から目線で痴女られて…（2月1日、	OFFICE K’S）
- 白ギャルビッチ航空へようこそ！2025神ヤリマンSP（2月6日、ROCKET）
- 排卵日に秘密開催されるつるつる無毛マ〇コの発情パイパン酒池肉林パーティー 子宮からあふれるほどザーメン連続中出し（2月11日、ケイ・エム・プロデュース）
- Wセレブ妻 抑えられない衝動、性欲 ～ママ活アプリで出会った年下男と不貞中出しセックスに溺れた日々～ 百永さりな 黒木奈美（3月4日、VENUS）
- 百永さりなが透明感抜群の後輩美少女をつまみ喰い。究極に美しいレズビアンセックス。天美めあレズ解禁。 天美めあ 百永さりな（3月11日、ビビアン）
- 継母と私 ～レズの快感教えてあげる パパには内緒の強●レズ強要～（3月18日、U＆K）
- 絶叫凌●レ●プ 強●される人妻 水商売を続ける新婚妻に襲いかかる常連客！！ 衝撃の拉致レ●プと3P強● 百永さりな（4月8日、グローバルメディアアネックス）
- WギャルJ系の交互にブッコ抜きループ＆ループ！ ドスケベ奪い合い騎乗位で無限∞中出しさせられたボク。 春陽モカ 百永さりな（4月22日、痴女ヘブン）[28]
- アナタのお家に凸撃おま●こ！百永さりなの即尺即ハメ漫遊記（5月2日、パラダイステレビ）
- 私に飼われてみない？ 実録。レズペットを飼う絶世の美女 百永さりな 千石もなか 松井日奈子（5月13日、ダスッ！）
- 「毎日おち○ちんの皮剥いてちゃんと洗ってる？」ボクの事をいつまでもお子ちゃま扱いする年の離れた姉がボクの包茎チ○ポの皮を剥いてちゃんと洗おうとしてきた！当然、ボクはフル勃起で… 百永さりな（5月10日、Hunter）
- 「誰か来たら私の人生終わっちゃうけど、気持ち良すぎてもう…」という心の声が聞こえる僕は、高圧的な女上司だけど、中身は破滅願望しかない巨乳美女をいつバレてもおかしくない場所でハメまくってやった。 百永さりな（5月27日、ロイヤル）
- 高嶺の花の美人秘書は、裏で緊縛メス奴●をしていた…。 百永さりな（6月3日、アタッカーズ）
- パパ活するスレンダー巨乳女を制裁するはずが…なぜかオレ専用肉オナホに調教していた。 百永さりな（6月10日、ダスッ！）
- 行列ができる性のお悩み相談所 爆美女先生がとろっとろナマ膣診察で何度も精液搾りつくしてくれる男子校のえちえち保健室 百永さりな（6月24日、ロイヤル）

### ネット配信
- 【初撮り】ネットでAV応募→AV体験撮影 392 さりな 23歳 アパレル販売（8月5日、シロウトTV）

- ※胸熱主観 貞操観念ゼロの巨乳若妻と禁断の筆下ろし♡ 黒川さりな（4月17日、プレステージプレミアム）
- ラグジュTV 952 黒川サリナ 23歳 AV女優（5月28日、ラグジュTV）
- ラグジュTV 965 黒川サリナ 23歳 AV女優（6月27日、ラグジュTV）

- <女子大生をガチ口説きNO.021> ななちゃん 22歳 大学4年生 (キャンペーンガール) エロカテゴリ過多のチ〇コソムリエ女子大生捕獲!［巨乳］［美乳］［美尻］［美脚］［スレンダー］［パイパン］［潮吹き］［おもちゃ］[チ〇コ好き]etc… 無限に膣を犯し何回イッテも離さない!!!（2月5日、プレステージプレミアム）
- 募集ちゃん ～求む。一般素人女性～ 【超SSSボディ】さりな 23歳【私服エロ過ぎ】さりなちゃん参上！普段はデイサービスで介護士をしている彼女の応募理由は『AV男優さんに興味あるんです… 特にデカチン?♪』 介護士とは思えない洋服で登場！『AVの出演で張り切りすぎましたかね?w』ピッタピタのボディコンがエロ過ぎる! 【美巨乳.美脚.美尻】文句無しのナイスBODY! 『最近寂しくて… 本当は私のアソコを介護してほしいの…』 ヤリに来たエロ介護士のSEX見逃すな!（3月6日、ARA）
- マジ軟派、初撮。 1293 さりな 23歳 医薬品メーカーの営業 (人妻) 新宿で捕まえたHカップスレンダー美脚人妻の本性は実は… 不倫相手を掛け持ちするSEX好きすぎ淫乱ビッチだったwww 「時間無いんでもう帰りたいです」なんて言いつつも大胆潮吹き♪ 突かれて縦横無尽に揺れる巨パイが実にイヤらしい♪（3月14日、ナンパTV）
- 街角シロウトナンパ れーちゃむ 顔◎乳◎クビレ◎尻◎感度◎締まり◎! SSRなエロ女神をクラブで見つけて即ナンパ→ワンナイトSEX! お酒弱いのにテキーラ連飲みでへべれけ! 感度上がりすぎてパン染みべっとり! 超ご奉仕型のフェラテク最高! オイルまみれの柔スベ肌が超気持ち良いんだが! 激烈に締まる吸着究極マ○コは入れただけで天国確定! ワンナイトだけじゃもったいない、存在がエロすぎる女神「れーちゃむ」はセフレにしたい女No.1のエロ女神だった!!（3月18日、プレステージプレミアム）
- バツイチ03 Hカップの22歳の超絶美ボディ若妻さりなさん!! 若気の至りの恋愛はもうさめざめ! 浪費癖の借金旦那にはない丁寧な舌愛撫と69で性欲覚醒で後背位をおねだりでビクビク激イキ過去との決別性交!!（4月14日、プレステージプレミアム）
- ラグジュTV 1110 黒川サリナ 23歳 AV女優 瑞々しい美乳にキュッとクビレた腰回りに丸みを帯びた美尻。抜群のプロポーションは相も変わらず、リズミカルな腰使いで男根を締め上げる妖艶な騎乗位に、世の男性は一瞬で彼女の虜にさせる…。（5月31日、ラグジュTV）
- 【ギャルしべ長者 第8使徒 さーやん】 21歳 パリピ大学生 【神BODY×暴走中出し】ボンッキュインッボン!! 神BODYが超暴走ォォ～～衝撃インパクトHcup爆乳!! 「パターン白! 暴走ギャルです! 潮を撒き散らして近づいてきますッ」 次回、超淫獣ギャル VS ロンギヌスの肉棒! サービス、サービス♪（10月19日、Jackson）

- 【しろうと変態革命 5人目】 さらちゃん 23歳 秘密のマ●コちゃん 「おまえは今までヤッた男の数をおぼえているのか?」 Hカップヤリマンギャルさらちゃんに革命を。二階からの洪水潮吹きで一階が水浸しｗチ●コ三本"が"淫乱ギャルに犯される! 顔胸尻膣内へ9連搾精でギャルを精液コーティングwww（4月24日、SUKEKIYO）
- 【イ●スタやりたガール。其の弐】 ニート・ザ・ミポリン 22歳 【マジ惚れ濃厚べろちゅーSEX】イ●スタにエロい自撮りを載せる、ワークアウト中毒のプロニートをSNSナンパ!! 男優との相性良すぎで、本物の恋人以上の濃密イチャラブ中出しセックスに突入!! 最先端の洗練された美女が、性欲ムキ出しで超原始的な肉の交わりを繰り広げる!! そのギャップにフル勃起確実です!!! ミポリン曰く「今日はわたしで精子空っぽにして♪」（7月26日、Jackson）
- 街角シロウトナンパ あんり 20歳 大学2年生 アパレルバイト 派手な水着がよく映えるHカップ極上ボディ!! とにかくエッチが大好きなドスケベギャル! 嬉しそうに見つめながらチンポを離さずガン舐めスタイル♪ 暑さを噴き飛ばす爽快潮吹き!! プルプルのHカップおっぱいとムチムチ美尻を揺らしまくりイキまくり!! 巧みな腰使いで男もイカせまくって中出し3連発!!（8月15日、プレステージプレミアム）
- 勝負下着、見せちゃいます! vol.02 ナナ 24歳 歯科衛生士 【H過ぎるH乳ギャル】新宿で釣れた最強くびれ金髪ギャルの自宅に突撃!! ギャルとっておきの勝負下着で悩殺ファック!! 生意気ギャルがギガチ●ポでめろめろに!! 汗だくで求愛しまくる、マジ惚れ中出し懇願3回戦!! 【性豪ギャル自宅中出し】（9月30日、DIEGO）
- ラブホドキュメンタリー休憩2時間 82 さり/20歳 Gカップはみ尻ギャルをキメセクでNTR!! 彼氏に一途な巨乳美女ギャルに媚薬を盛って理性崩壊!! トイレに籠りオナニーにふけってるトコロに勃起チ○コで生突撃!! 指で!! 舌で!! チ○コでこねくり回され栓崩壊で大量潮吹き中出し2連発!!（10月4日、プレステージプレミアム）
- AV男優の電話帳 No.50 さりな 23歳 G巨乳ビッチ白ギャル先輩に快楽100倍恩返しだ!! セックスの練習台になってくれた推定1000オーバーのヤリマンビッチ先輩に御礼参りピストン!! しかし!! 進化したヤリマンの迎撃名器マ○コにしっかりナカ出し!!（10月9日、プレステージプレミアム）
- 【充電させてくれませんか? NO.1】 あいりちゃん 23歳 【読モキャバ嬢ヤリモク温泉デート】スレンダー巨乳美女を映えで釣って誘い込みパコパコSP!! パイパンマ●コは貯水量オーバー!? 潮吹きが止まらないwww ｢まだ充電満タンじゃない｣ エッチな中出し充電二回戦!!（10月16日、SUKEKIYO）
- マジ軟派、初撮。 1548 さりな 24歳 麻布で見つけた美人ラウンジ嬢!! パトロンおじさまへのご奉仕で培った凄テクの数々を披露!! Hカップのおっぱいを揺らしてグイングインと腰振り絶頂を繰り返す!!（10月31日、ナンパTV）
- 【関東ギャラ飲み連盟 NO.1】 りな 23歳 焼肉屋店員 【極上巨乳ギャルとギャラ飲みパーティーSEX】都会のエキス(お金と刺激)に飢えているマドンナとギャラ飲みパーティーin船橋→お礼にたっぷりギャラチンポ注入www スレンダーな体に大きなおっぱい!! プリップリの上向き美尻はチョモランマ級!! 細い腰を掴んで激しいピストンを打ち付ければビクビクと体を震わせて快感に酔いしれる!! とにかく楽しそうにエロエロモード全開で突っ走る!!（11月3日、プレステージプレミアム）
- 【なまハメT☆kTok Report.5】さりな 23歳 ティンコポールダンサー 【究極BODY×狂乱中イキ潮噴射!!】美巨乳 & 美尻 & 美クビレのエロエロ黄金比ボディ! SEXはイキ疲れるまでヤルタイプ! エロコス持ち込みチ○ポを相手に激しくポールダンス!! 本気汗をかきながらの高速ピストン騎乗位! 連続中イキ! 多量ハメ潮中出し3連発!! The Perfect Body（11月14日、プレステージプレミアム）

- シロウト娘ナンパ狩り!! りあちゃん 23歳 G乳クジラ潮GAL!! 天の恵み潮連発でスタジオ大濡れびちゃびちゃいきなりSEX!! 過去最高の降水量を記録した土砂降り潮吹きマ○コはまさにAV界の干天の慈雨!? お乳もおお振りで激イキピスで恩返しの子種4連発中出し!!（1月22日、プレステージプレミアム）
- ＃被写体希望 ＃08 みるあや 22歳 地味女キャラ豹変!! HカップのえちえちGALに!! 谷間推し推しコス姿に性欲鬼に…!! エロの呼吸でセクハラポージング指導で肉柱おっ勃ってて全集中手マン潮吹き連発!! 生チン挿入で水源に栓するはずが… 中出し連射で逆にマ○コぐしょ濡れ加速!!（2月21日、プレステージプレミアム）
- パパ活成敗 二十一人目 まゆみ 22歳 えちえち領域展開!! Hカップ美女×GAL×潮＝最強のP活女子廻戦が始まる!! 交渉はしっかりめのガメツイ強欲プロP女子に苦戦!? 弱点はビンカンすぎる潮吹きマ○コ!! 指先ふやふや連続手マンで合計金額あやふや!? カチカチち○こをぐしょ濡れ名器に挿入!! 新しい快楽の領域へ!!（2月28日、プレステージプレミアム）
- レンタル彼女 沙里奈ちゃん 23歳 【ギャル歯科衛生士】Gcupスレンダー爆乳娘を彼女としてレンタル! 口説き落として本来禁止のエロ行為までヤリまくった一部始終を完全REC!! 江ノ島デートを楽しんだあとは、ホテルで濃厚いちゃラブ恋人セックス!! デートで仲良くなった後のガチ恋SEXがエロ過ぎる!! 乳圧が凄いG乳パイズリは必見!! さらにはアナル舐めまでしだす激エロギャル!! 渾身の激ピスで桃尻をガン突きして最強おっぱいを揺らしまくれ!!（7月18日、プレステージプレミアム）
- 盛りマンビッチはYORU★like 9  【Hカップ美乳+ツヤツヤ美尻】MOMOちゃん★ガールズバーで働く百戦錬磨の美巨乳ガバマン嬢とAV男優がエロテク満載の頂上決戦! 凡人とのHじゃ味わえなかったエクスタシーで潮吹きしまくり & 射精させまくりの相互絶頂SEX!（9月1日、SUKEKIYO）
- さりな エース級の売り上げを誇る Hカップ美女歌舞伎町新人キャバ嬢 中出しアフター（11月13日、おっぱいちゃん）
- さりな 2 歌舞伎町新人キャバ20歳Hカップ 客を呼び出し中出し乱交!! 3発射（11月20日、おっぱいちゃん）
- ギャルすたグラム♯033 G乳バクニューモンスターゆりちゃん (24) 中出し大好きキャバ嬢 【G乳生3連発】【超性欲モンスター】【無限絶頂ギャル】【連続中出し】爆乳生デカちん好き絶頂ギャル爆降臨!! G乳ブルンッブルンッ! 絶頂ビクンッビクンッ!! 潮吹きブッシャーーッッ!!! 中出し精子もゴックン! 完璧裸体ボンッキュッボンッ! 地球が揺れた! 宇宙もざわついた! このインパクトメガギガ級!!!（12月10日、はめちゃん。）
- 朝までハシゴ酒 87 inクリスマスムードの田町駅周辺 まお 26歳 シャンパンガール先輩 & さりな 24歳 シャンパンガール後輩 【W爆乳おっぱい×W上目遣いフェラ×W激イキ絶頂】全てが倍プッシュな神回クリパ乱交SP!!! SSS級美女ツートップとほろ酔い酒! Hなトーク&ゲームでデカ乳が弾むッ弾むぅッッ!! 酔うと敏感になるドスケベボディは即絶頂! おもらし爆潮!! イキ潮連発ッッ!!! レズっちゃう程テンションあげあげ激ハメSEXで最高の性夜にしようぜッッ!!!（12月17日、プレステージプレミアム）

- セックスを学べるAV 百永さりな ＜真似すれば必ず＞イカせられる! セックスのプロが実践まじえて完全講義 本当に気持ちいいセックス【教科書にできるAV】＜2022年 上半期売上ランキング1位＞（1月2日、セイキョウイク）
- 【配信専用】ギャル痴女射精管理! 『まだイクなよ? 雑魚チ●ポ!!』＃2（2月3日、DOC）
- 超無敵えんこうせい 百永さりな＠ノースキンズ!（6月22日、ノースキンズ）
- 媚薬悦楽 夫のいない間にマッサージ師の淫猥施術にどハマりし痴女化するギャル妻 百永さりな（6月24日、パープルジャム）
- さりな 3 極上のスケベ体 エロギャル2SEX+α 糸引く粘りの妊娠汁 垂直落下式メガトンピストン連続種付けプレス中出し ドスケベギャルなのに初心な反応がクソエロいw（7月22日、おっぱいちゃん）

### アダルトVR
- 夢のシチュエーション! ビデオBOXで黒川サリナのDVDを鑑賞中に本人が登場! そのままリアル神BODYで誘惑されて…（6月22日、|プレステージ）
- 「センパイ…たくさん触って?」 スタイル抜群OL黒川サリナと、秘密の社内恋愛セックス!（7月27日、プレステージ）

- わたし…脱いだらすごいんです!! ボクの彼女は巨乳でスレンダーでパイパンな日本一素敵な文化系眼鏡女子（4月17日、CRYSTAL VR）
- 人妻巨乳ハーレム混浴温泉VR（5月31日、TMA）
- 混浴風呂にドエロい体の美女(推定Fカップ・社会人)がやってきた ので下心隠しつつ酒をすすめたら… 酔ってめちゃくちゃ僕のチ○コを求めてきた（6月21日、SODクリエイト）
- 超接近する美巨乳/ワキ/黒パンスト尻/美パイパン/モザ無しアナルとヌルテカHカップ乳揉みと耳舐め手コキと僕が上になるオイル愛撫と視点2段階で近づく正常位と片耳からアヘ声が吹き込まれる覆いかぶさり騎乗位とグラインド対面座位【生中出し】（6月26日、アリスJAPAN）
- 長尺VR 人妻巨乳ハーレム混浴温泉VR（6月30日、TMAVR）
- シンプルにヌケるが一番！美痴女のオナサポで即シコVR。爽健痴女編（9月11日、MILU VR）
- HQ 劇的超高画質 Gcup美巨乳でエロすぎるお姉ちゃん  「俺… 姉ちゃんの胸… 揉めたら自宅警備やめるんだ…」（9月21日、ブイワンVR）
- Gカップ以上しか存在しない究極のおっパブVR!! 都内某所にOPENした話題沸騰の超過激サービスが存在するという噂のおっパブに潜入!!（10月31日、TMA）

- さりなの1日 黒川さりな（7月9日、PINK FOREST）

#### 「百永さりな」名義
- 酒に呑まれた後輩が可愛すぎてしかも巨乳で居た堪れない気持ちが全開に。あざとさ全開のほろ酔い誘惑性交（9月13日、KMPVR）
- 一つ屋根の下でおこなわれるサイレント誘惑 ドロドロの発情沼に溺れている義姉は、今日もボクのことを犯してきます。（9月27日、KMPVR -彩-）
- パイズリ最強! スタイル抜群な巨乳メイドのTバック尻に即ズボッ! ボクのことを好き過ぎるご奉仕メイドとのなんともうらやましい日常。（10月16日、CRYSTAL VR）
- 【KMPVR5周年メモリアル作品】男は1人だけ!? 肉食巨乳ヤリマンJD5人にメチャクチャ抜かれまくるヤリサー温泉旅行（10月29日、KMPVR -彩-）
- この相部屋は… 絶対ヤバい。わざと仕組まれた密室空間、贅沢すぎる痴女沼コンビネーションで何度も搾り取られたボク（11月30日、KMPVR -彩-）
- 極上メンズエステと高級裏バイトの二刀流で男の全てを制圧する魅惑の風俗嬢 百永さりな（12月13日、KMPVR）
- Heaven or Hell W超ハーレム 百永さりな 森日向子（12月27日、KMPVR）

- 清濁併せ持つギャルの淫語アシスト騎乗位カウンセリング 百永さりな（4月28日、SPICY VR）
- 彼女と温泉旅行中に8発搾り取られた僕 ヤリマンギャルたちに囲まれずぅ～っと逆NTRハーレム5P 逢見リカ 乙アリス 百永さりな 川菜美鈴（5月27日、ナチュラルハイ）
- 舐め中毒の女 百永さりな（5月28日、CRYSTAL VR）
- 這いつくばらせてアゲる。高身長キレカワ美女に見下され、理性という理性がバグるまで犯されたい。百永さりな（6月2日、KMPVR-彩-）
- 寝落ち射精するほど気持ちイイ耳・脳・チ○ポ全部トロけさせてくれるヌキありヘッドスパVR! 色味バッチリ美顔と美乳が至近距離のスパ施術 & 洗髪しゃわしゃわASMRで極上癒し体験! アナタは一切動かないでOKの騎乗位中出しSEX! 百永さりな（6月7日、PREMIUM）
- 水泳部の夏合宿で生徒・さりなに誘惑されるアナタ…! Hカップ巨乳とデカ尻のパンチラ地獄で理性崩壊! 他生徒には絶対言えない禁断セックス! 汗だく水着美少女と朝まで中出し射精ヤリまくり…! 百永さりな（6月28日、PREMIUM）
- 黒パンスト×パンツ×美脚 たっぷり足で擦られ大量射精VR（7月8日、KMPVR）※オムニバス作品
- 足裏顔騎 美女に踏まれたい人おいで（7月8日、KMPVR）※オムニバス作品
- 大量ダダ漏れ豪快潮吹きVR（7月10日、KMPVR）※オムニバス作品
- 見た目は幼いけど身体は大人 女子校生のプリップリTバック尻に顔騎されちゃうVR（7月11日、KMPVR）※オムニバス作品
- 《領域展開/地面特化×天井特化》究極3P密着サンドイッチセックス。ヤリマンギャル達に前後左右に完全包囲され射精してもやめてもらえない絶頂射精OCEAN（11月24日、SODクリエイト）共演：渚みつき

- 深夜の温泉に入っているとほろ酔い美人2人と混浴に… Wスリム巨乳妻じっとり痴女ハーレム（1月15日、E-BODY）共演：桐條紗綾
- 営業中に突然の大雨。雨宿りついでに忍び込んだ廃墟で、雨が止むまで女上司に何度もイカサレた夜（1月27日、KMPVR-彩-）
- 【至近距離VR】美人の局部パーツ丸見え全裸ストレッチVR（3月25日、SPICY VR）他出演：推川ゆうり、西田カリナ、通野未帆、希代あみ、森沢かな
- 【VR】じっくり淫語でたかぶらせて来るのに全然イカせてくれない寸止め焦らしエステ8K高画質 百永さりな（5月31日、レゾレボVR）
- クラブで持ち帰られ最高のセックスかました地元の勝気ギャル先輩が興奮さめず僕のチ○ポで永久余韻FUCK 欲望丸出し下品淫語でボクをパワフル逆レ×プ（6月30日、ワンズファクトリー）共演：乙アリス
- 【KMPVRー彩ー6周年記念8K特別版】ギャル4人に勧誘されて入会してしまったネズミ講が実はヤリまくりのハーレム天国!! これが絶対に得するマルチ商法（6月30日、KMPVR-彩-）共演：AIKA、新村あかり、木下ひまり

- 【VR】【8K】【超騎乗位特化】僕を拉○した凄テクトリプルギャルにノンストップ逆レ4Pで搾り取られた！（2月3日、SODクリエイト）

### イメージDVD
◎はBlu-ray版あり
「黒川サリナ」名義
- Sarina Precious treasure（2017年11月2日、REbecca）◎

「百永さりな」名義
- AV女優 百永さりな（2021年11月26日、スパークビジョン）◎
- 気がつけば片思い 百永さりな（2022年3月23日、Superlative）◎

## 書籍・出版

### 写真集
- Kiss Site? 百永さりな写真集（2022年3月24日、ジーウォーク、撮影：篠原潔） ISBN 978-4-86717-401-2

### デジタル写真集
- SARINA 〜あの日、常夏の島で〜 【グラビア写真集】（2021年8月13日、プレステージ出版、撮影：松田忠雄）
- SARINA 〜あの日、常夏の島で〜 【ヌード写真集】（2021年8月13日、プレステージ出版、撮影：松田忠雄）
- AV女優 百永さりな（2021年10月22日、スパークビジョン）
- れいむ 百永さりな vol.01～vol.06（2022年5月13日、ジーウォーク、撮影：篠原潔）

### 雑誌
- VIBES 2017年12月号（源） - 表紙、グラビア
- 週刊大衆 2018年2月5日号（双葉社） - 袋とじ「新人AV女優8人フレッシュ恥ヘアヌード」

## 出演

### テレビ
- さすらい温泉♨遠藤憲一 第八湯（2019年3月7日、テレビ東京）[29] - 「仲居・なお」役
- 魚拓と成瀬のツキとスッポンぽん #328,#329（2020年12月13日,20日、パチ・スロ サイトセブンTV）[30]
- もう!バカリズムさんの超H! #32（2022年2月28日、フジテレビONE）
- スカパー! アダルト放送大賞2022 授賞式〜スカパー! アダルトの歴史が変わる。新時代のアダルトクイーン決めちゃいますスペシャル!!〜（2022年3月15日、BSスカパー!）[31]

### ウェブテレビ
- 志村&鶴瓶のあぶない交遊録 大最終回スペシャル（2021年1月2日、ABEMA） - 「ダイナマイト美女」役　※テレビ朝日版は未出演
- ぜにいたち（2022年2月28日、ABEMA）[32]
- 相席食堂プライムビデオSP #4（2023年7月28日、Amazonプライム・ビデオ）
- ロンドンハーツ 究極恋愛シミュレーション ラブマゲドン 全3回（2023年9月12日 - 26日、TELASA）[12]
- 愛のハイエナ（2023年10月17日 - 31日、ABEMA）[33]

### ウェブドラマ
- 全裸監督2 第7話（2021年6月24日 全話配信、Netflix）
- 真・透明変態人間4 妖艶美女は危険とエロスの香り（2024年2月2日、シネポップ、シネマファスト） - 心愛 役[34]

### オリジナルビデオ
- 夜王烈伝 愛のカリスマを目指す男（2024年12月4日、ネクスタシーEX、シネマファスト）※レンタルのみ[35]
- 夜王烈伝2 打倒No.1への道（2024年12月27日、ネクスタシーEX、シネマファスト）※レンタルのみ[36]

### 映画
- 名器乱舞 欲情の下半身（2020年7月10日、オーピー映画）[37]

### 舞台
- 兎狩りC200の闘劇視察 Bunny Fight(ウサギ狩り) （2023年10月25日 - 29日、池袋・シアターKASSAI） - ラピ 役[38]

### ゲーム
- ゲオTVドアップ25【HIPパネル出題】二つ名は「魅惑のメリハリスレンダー美女」（2020年10月1日、ゲオTV）[39][40][41]

### MV
- 心之助 「bye bye bye」（2022年5月10日）